# Арчинаццо-Романо
Арчинаццо-Романо (італ. Arcinazzo Romano) — муніципалітет в Італії, у регіоні Лаціо,  метрополійне місто Рим-Столиця.
Арчинаццо-Романо розташоване на відстані близько 55 км на схід від Рима.
Населення — 1357 осіб (2014).

## Демографія
Населення за роками:

Станом на 1 січня 2023 року в муніципалітеті офіційно проживало 27 іноземців з 13 країн, серед них 15 громадян країн Євросоюзу.

## Сусідні муніципалітети
- Аффіле
- Єнне
- Пільйо
- Рояте
- Серроне
- Суб'яко
- Треві-нель-Лаціо